# Feast (film 2005)
Feast è un film horror del 2005 diretto da John Gulager.

## Trama
In un bar in mezzo al deserto, un gruppo di personaggi viene assediato da qualcosa di soprannaturale, e resta rinchiuso nel locale per difendersi. Ingaggeranno una lotta all'ultimo sangue contro un branco di mostri subumanoidi e feroci ma solo pochi riusciranno a salvarsi.

## Distribuzione internazionale
- Stati Uniti d'America: 22 settembre 2006
- Hong Kong: 1º febbraio 2007
- Argentina: 8 febbraio 2007
- Ungheria: 27 febbraio 2007
- Finlandia: 9 marzo 2007
- Norvegia: 21 aprile 2007